# Medelengelska
Medelengelska (på engelska: Middle English) är de (dialekter) av den engelska som förekom i England under en period från 1150-talet till slutet av 1400-talet. Språket formades efter den normandiska erövringen av England år 1066 då många franska ord blandades med fornengelskan, medelengelskans företrädare.
En berömd författare på medelengelska är Geoffrey Chaucer. Medelengelska ska inte blandas ihop med dess efterträdare tidig nyengelska (företrädd exempelvis av William Shakespeare).
Under medelengelsk tid gick engelskan igenom en omfattande grammatisk förändring. Från att ha haft ett mycket rikt böjningsmönster för både verb och substantiv, förenklades grammatiken avsevärt och liknade vid 1500-talet mycket mer den för modern engelska. Vid 1400-talets mitt hade det gamla tregenussystemet, som överlevt in i modern tid i tyska, isländska och vissa svenska dialekter, helt försvunnit. Stora uttalsmässiga skillnader ägde också rum under medelengelsk tid. Likt svenska vid samma tid gick engelskan igenom en stor vokalförändring, the great vowel shift, som är en av anledningarna till att engelska skriftspråket i dag skiljer sig markant från talspråket.